# Daniel Bärwolf
Daniel Bärwolf (* 13. Mai 1973 in Erfurt) ist ein deutscher Fußballspieler.
Zu Beginn seiner Laufbahn spielte er bei Empor Walschleben und dem SC 1903 Weimar, bevor er 1992 zum FC Rot-Weiß Erfurt wechselte. Dort erzielte er in der Saison 1993/94 in der NOFV-Oberliga 30 Tore in 30 Spielen. Obwohl die Erfurter während der gesamten Saison kein Spiel verloren, gelang der Aufstieg in die 2. Bundesliga nicht. Bärwolf wechselte daraufhin zum Bundesligaabsteiger VfB Leipzig. Nach 49 Zweitligaspielen, in denen er acht Tore erzielte, kehrte er 1996 nach Erfurt zurück. In der folgenden Saison bildete er mit Marco Weißhaupt und Ronny Hebestreit das überragende Offensivtrio der Regionalliga Nordost. Insgesamt erzielten die drei in der Saison 1996/97 54 Treffer. Nur ein Jahr später kehrte Bärwolf in die 2. Bundesliga zurück und schloss sich dem Thüringer Lokalrivalen FC Carl Zeiss Jena an. Mit nur einem Tor bei 17 Einsätzen konnte er dort jedoch nicht überzeugen. Deshalb wechselte er 1998 zum VfB Lübeck, wo er bis vor kurzem spielte. Hier wurde er zwei Mal Torschützenkönig der Regionalliga Nord und stieg 2002 in die 2. Liga auf. Dadurch wurde er zum absoluten Publikumsliebling und bekam den Beinamen „Fußballgott“. Seit Juli 2007 spielt er wieder in Thüringen beim FSV Wacker 03 Gotha. Insgesamt bestritt Bärwolf 113 Zweitligaspiele und erzielte dabei 20 Tore. Beim FC Rot-Weiß Erfurt ist er mit 79 Pflichtspieltoren gemeinsam mit Armin Romstedt auf Platz drei der ewigen Torjägerliste seit der Vereinsgründung 1966.
Seit dem Jahr 2008 ist Bärwolf als Nachwuchstrainer bei seinem Heimatverein SV Empor Walschleben tätig und spielt außerdem in der Regionalklassenmannschaft des Vereins.
Bärwolf werden Sympathien für rechtsextremes Gedankengut nachgesagt. So zeigte er sich mehrfach mit Kleidungsstücken in der Öffentlichkeit, die als eindeutige Szenekennzeichen gelten: eine Schwarze Sonne und eine Liedzeile von Fritz Sotke auf dem T-Shirt, dazu eine Jacke der Firma Thor Steinar. Bärwolf betont jedoch, dass ihm der Hintergrund dieser Kleidung nicht bekannt war und ihm insbesondere die Jacke nicht gehörte, sondern von einem Fußballfan kurz vor dem Foto gegeben wurde, da ihm kalt war. Das T-Shirt hat er nach eigenen Angaben inzwischen mit dem Müll entsorgt. Er hatte es Jahre zuvor nichtsahnend (auch dies nach eigenen Angaben) im Internet gekauft.

## Vereine
- BSG Empor Walschleben
- SC 1903 Weimar
- FC Rot-Weiß Erfurt
- VfB Leipzig
- FC Carl Zeiss Jena
- VfB Lübeck
- FSV Wacker 03 Gotha
- SV Empor Walschleben (seit 2011)

## Belege
1. ↑  Boris Kartheuser: Umstrittenes T-Shirt: Ex-Profispieler unter Neonazi-Verdacht. In: Spiegel Online. 1. August 2007, abgerufen am 9. Juni 2018.